# György Kutasi
György Kutasi (Boedapest, 26 september 1910- 29 juni 1977) is een voormalig Hongaars waterpolospeler.
György Kutasi nam als waterpoloër succesvol deel aan de Olympische Spelen, 1936. In 1936 speelde hij een wedstrijd als keeper, en veroverde een gouden medaille.
Jenő Brandi · 
Mihály Bozsi · 
György Bródy · 
Olivér Halassy · 
Kálmán Hazai · 
Márton Homonnai · 
György Kutasi · 
István Molnár · 
János Németh · 
Miklós Sárkány · 
Sándor Tarics